# Västergötlands runinskrifter 139
Västergötlands runinskrifter 139 är en vikingatida runsten som är rest på Vårkumla kyrkogård, Vårkumla socken och Falköpings kommun. Runstenen är av gnejs, 1,6 meter hög, 0,75 meter bred och 0,15 meter tjock. Runhöjden är 10-11 centimeter. Runstenen restes på sin nuvarande plats, strax söder om kyrkan, 1938 efter att tidigare varit inmurad i kyrkmuren. Stenen är rest efter Gudmund som möjligen är samme man som rest runstenen Vg 130. Gudmunds far, ruka (Rugga?), är kanske den man som omnämns på Vg 149.

## Inskriften
Translitterering av runraden:
...-utr : risþi : stin : þ-... ...ʀ : kuþmut : faþur : sin : ruku : su... ...rþa : kuþan
Normalisering till runsvenska:
...[g]autr(?) ræisti stæin þ[annsi æfti]ʀ Guðmund, faður sinn, ʀuggu(?) su[n, ha]rða goðan.
Översättning till nusvenska:
... göt(?) reste denna sten efter Gudmund, sin fader, Ruggas(?) son, en mycket god (man).